# Telephanus armatus
Telephanus armatus is een keversoort uit de familie spitshalskevers (Silvanidae). De wetenschappelijke naam van de soort werd in 1890 gepubliceerd door Antoine Henri Grouvelle.